# Канцель, Владимир Семёнович
Владимир Семенович Канцель (1896—1977) — советский актёр и театральный режиссёр, заслуженный деятель искусств РСФСР (1955).

## Биография
Родился 8 июля (20 июля по новому стилю) 1896 года в Москве.
В 1914 году окончил Реальное училище в Москве. В 1914—1917 годах учился на экономическом отделении Московского Коммерческого института.
В 1918—1919 годах — студент киностудии Чайковского и актёр Введенского Народного Дома в Москве.
Занимался в драматической студии Ф. И. Шаляпина (1919—1920) и во Второй студии МХТ (1920—1922, педагог В. М. Мчеделов).
В 1922 году женился на Александре Г. Ясиновской.
Актёр театра с 1921 по 1945 годы. Сценическую деятельность начал в 1921 году в театре «Летучая мышь». Работал в Московских театрах Вс. Мейерхольда, им. В. Ф. Комиссаржевской.
В 1933 году осуществил свою первую самостоятельную постановку «Гавань бурь» по Оноре де Бальзаку в Московском театре им. Ленсовета.
В годы Великой Отечественной войны — режиссёр Таджикского театра драмы имени А. Лахути.
С 1944 по 1955 годы — режиссёр Театра Армии.
Работал на радио, ведущий и постановщик радиоспектаклей. Преподавал.
Умер в декабре 1977 года в Москве.

## Звания и награды
- Заслуженный деятель искусств РСФСР (1955).
- Награждён медалями «За победу над Германией в Великой Отечественной войне», «В память 800-летия Москвы», а также нагрудным значком «15 лет Советского радиовещания».

## Творчество

### Роли в театре

#### Театр Летучая мышь
- Избранник судьбы (Б. Шоу)
- Мистерия буфф (реж. Алексей Грановский)[2] (1921) - Вельзевул и Красный Арлекин

#### Театр Российской армии(Москва)
- 1946 — «Учитель танцев» Л. де Веги
- 1948 — «На той стороне» А. А. Барянова
- 1951 — «Под чужим небом»
- 1952 — «Мастерица варить кашу» Н. Г. Чернышевского
- 1954 — «Мечты Кинолы» О. де Бальзака, (совместно с А. А. Харламовой)

### Фильмография

#### Актёр
- 1941 — Боевой киносборник №1 — Наполеон
- 1941 — Боевой киносборник №2 — Наполеон
- 1941 — Боевой киносборник №7 — Швейк
- 1942 — Швейк готовится к бою — Швейк

#### Режиссёр
- 1952 — Учитель танцев[3][4]